# (3162) Nostalgia
(3162) Nostalgia (1980 YH) ist ein ungefähr 29 Kilometer großer Asteroid des äußeren Hauptgürtels, der am 16. Dezember 1980 vom US-amerikanischen Astronomen Edward L. G. Bowell am Lowell-Observatorium, Anderson Mesa Station (Anderson Mesa) in der Nähe von Flagstaff, Arizona (IAU-Code 688) entdeckt wurde.

## Benennung
(3162) Nostalgia wurde nach der Nostalgie benannt. Die Benennung wurde vom Entdecker Edward L. G. Bowell nach einer Empfehlung des belgischen Astronomen Jean Meeus vorgeschlagen.